# Białoskórka
Białoskórka (ukr. Білоскірка) – wieś na Ukrainie w rejonie tarnopolskim należącym do obwodu tarnopolskiego.